# 程通
程通（1364年—15世纪？），江南行省徽州路績溪縣（今安徽省績溪縣）人，明朝政治人物。

## 生平
程通曾上書明太祖，請求免除其祖戍籍，后獲批准。之後授任遼王府紀善。朱棣起兵時，其跟從遼王朱植道京師，上書防禦事宜，后升任長史。永乐初年，跟從遼王朱植徙荊州。之後有人指責其早先上書封王事宜，后被逮捕，死于獄中，家屬戍邊。其友人徽州知府黃希範亦論罪而死。